# Полин суцільнобілий
Поли́н суцільнобі́лий, або білопо́встий, або не́хворощ білопо́вста (Artemisia hololeuca) — багаторічна рослина з родини айстрових, занесена до Червоних книг України й Росії, Європейського Червоного списку та Червоного списку Міжнародного союзу охорони природи. Ендемік басейну річки Дон, перспективна протиерозійна, фітомеліоративна та декоративна культура.

## Опис
Сланкий напівчагарничок 15-40 см заввишки, хамефіт. Корінь стрижневий, потужний. Неплідні пагони численні, здерев'янілі у нижній частині, вкорочені, густо улиснені, плідні — нечисленні, висхідні, слабо улиснені. Рослина повстисто-павутинисто опушена білими волосками, утворює своєрідні сріблясто-сірі подушки. Листки на неплідних пагонах або в розетках при основі стебла черешкові, пірчастороздільні або двопірчасторозсічені, в обрисі яйцеподібні, жорсткуваті, 2-6 см завдовжки та 1-2,5 см завширшки. Сегменти листків першого порядку у кількості 2-4 пар розсунуті, видовжені, кінцеві сегменти лінійно-ланцетні, тупі, 2-7 мм завдовжки та 1 мм завширшки. Листки плідних пагонів дрібніші, цілокраї, їх форма міниться від пірчастої до лінійної.
Квітконосні стебла нечисленні, висхідні. Суцвіття — пониклі кошики на зігнутих ніжках, зібрані у вузькопірамідальні, нещільні волоті. Найчастіше кошики кулясті або напівкулясті, рідше можуть бути широко-яйцеподібними або дзвоникуватими, їх ширина сягає 2,5-5 мм. Зовнішні листочки обгортки майже однакової довжини з внутрішніми або дещо коротші. Квітколоже відносно широке, голе, зрідка може бути вкритим поодинокими волосками. Квітки численні, 5-членні, зрослопелюсткові, з голим віночком, жовтуваті. Плоди — оберненояйцеподібні, коричнювато-бурі, тонкоборозенчасті сім'янки 1,5-1,7 мм завдовжки, 0,5-0,6 мм завширшки.

### Визначення
Близьким до цього виду є полин австрійський, який відрізняється від полину суцільнобілого трироздільними верхніми стебловими листками, тим, що опушення в нього складається з тонких шовковистих волосків, а віночки біля верхівки не голі, а густо опушені.

## Екологія
Полин суцільнобілий — морозо- та посухостійка, світлолюбна рослина, дуже вибаглива до вмісту карбонатів у ґрунті. Найкраще розвивається на крейдяних відслоненнях, завдяки розгалуженому корінню він здатен рости на незакріплених та еродованих схилах. Зростає як поодинці, так і невеликими групами, переважно у верхній та середній частині схилів східної та південної орієнтації. На стрімких схилах з потужним шаром рухливого крейдового щебеню трапляються лише поодинокі особини, в окремих випадках може оселятися у карбонатних степах і на пісках.
Полин суцільнобілий часто панує в піонерних угрупованнях з чебрецем, а також може утворювати власну формацію Artemisieta hololeucae, яка, проте, належить до ряду рідкісних і зникаючих. Вид витримує невелике задерніння, проте при сильному загущенні не витримує конкуренції з кореневищними злаками та гине. При постійному скошуванні або поїданні худобою погано відновлюється.
Розмножується насінням та вегетативно. Квітне у червні-серпні, запилюється вітром. Плодоносить у серпні-жовтні. Насіннєва продуктивність рослин з берегів річки Повної коливається від 198 до 636 насінин з однієї особини, у хоперських популяцій цей показник вищий.

## Поширення
Вид притаманний виключно басейну річки Дон. В Україні зростає у Харківській, Донецькій та Луганській областях на степових ділянках по берегах річок Сіверський Донець та Кринка.
За межами України трапляється на південному сході Бєлгородської, півдні Воронезької, Волгоградської та північному заході Ростовської областей Росії. В Бєлгородській області полин суцільнобілий знайдений поблизу Білої гори, у Калюжному Ярі, долині річки Лозна; у Волгоградській — уздовж річищ Хопра і Бузулука; у Ростовській — виключно на правому березі річки Повна.

## Значення та статус виду
Чинниками, які зумовлюють скорочення чисельності цієї рослини, є вузька еколого-ценотична амплітуда та низька конкурентна спроможність виду, відокремленність популяцій, знищення середовища існування внаслідок видобутку крейди, лісомеліоративних робіт, палів, випасання худоби, терасування схилів. Полин суцільнобілий охороняється в Українському степовому природному заповіднику (у філії «Крейдова флора»), Національному природному парку «Святі Гори», Пристінському заказнику та Балці Гіркій. Для збільшення популяції рослин необхідно запобігати випасанню худоби, залісненню та видозміненню схилів.
Через невелику щільність популяцій вид практичного значення не має, але полин суцільнобілий корисний у боротьбі з ерозією схилів та як ґрунтотворна рослина. Також його вирощують у ботанічних садах як декоративну рослину. Зокрема, в Україні цей вид можна побачити в Донецькому ботанічному саду НАН України, Ботанічному саду ім. О. В. Фоміна та ботанічному саду Харківського національного університету ім. В. Н. Каразіна.

## Синоніми
- Artemisia supina Steven ex DC